# Pyrrosia samarensis
Pyrrosia samarensis là một loài thực vật có mạch trong họ Polypodiaceae. Loài này được (C. Presl) Ching miêu tả khoa học đầu tiên năm 1935.